# Fever (canción de Little Willie John)
«Fever» es una canción escrita por Eddie Cooley y Otis Blackwell, bajo el seudónimo de John Davenport, en 1956. El tema fue originalmente grabado por el cantante Little Willie John, aunque realmente alcanzó la fama en la versión de Peggy Lee de 1958  y Elvis Presley en 1960. 

## Historia
La idea original para la composición de la canción partió de Eddie Cooley, quien se puso en contacto con el compositor Otis Blackwell para que le ayudara a desarrollarla. El cantante elegido por el sello King Records para grabar el tema fue Little Willie John, que en un principio rechazó la idea, pero que finalmente accedió a las presiones de Syd Nathan, dueño de la compañía discográfica. "Fever" fue lanzado como sencillo en abril de 1956, logrando alcanzar el puesto 24 de la lista Billboard Hot 100.
En mayo de 1958, Peggy Lee grabó su propia versión del tema, reescribiendo gran parte de la letra. Aunque nunca apareció acreditada como compositora, su letra ha sido la elegida por la mayor parte de los artistas que posteriormente versionaron la canción. Lee realizó una interpretación más lenta que original de Little Willie John, acompañada únicamente por Joe Mondragon al contrabajo y por el prestigioso percusionista Shelly Manne. El chasquido de dedos que acompaña la grabación fue efectuado por la propia cantante. El sencillo, publicado en junio de 1958, fue un verdadero éxito, mayor que la versión original, alcanzando el puesto número 8 de las listas norteamericanas y el número 5 de las británicas. Fue además nominado a tres premios Grammy en 1959, incluida la categoría de mejor canción del año.
Otras notables versiones de «Fever» incluyen a Elvis Presley, Madonna, Sumo, Michael Bublé, The McCoys, La Lupe o Beyoncé. 
La versión de Madonna fue publicada en 1993 como cuarto sencillo del álbum Erotica, alcanzando el número uno de la lista Billboard Hot 100 Dance Music.

## Versión de Elvis Presley
Apenas regresó de su servicio militar en Alemania, Elvis grabó su versión del tema entre entre marzo y abril de 1960 en el estudio B de RCA en Nashville, Tennessee, para su álbum Elvis is back! que alcanzaría el puesto # 2 del Billboard ese mismo año.  Fever aparecería años más tarde en formato de disco sencillo con ediciones en distintos países, en 1962 junto al tema "Such a night" en su cara B con una portada similar a la del álbum Pot Luck  y en 1965 junto al tema "Thrill Of Your Love" en la cara B. 
En la grabación de Presley en Nashville, la base del tema es sostenida por la escala del bajo de Bob Moore y el sonido de snap fingers a modo de metrónomo, con una lacónica participación de la batería de D. J. Fontana. 
La versión con más difusión del tema llegaría más tarde, en 1973, cuando Elvis incluyó la canción dentro de su repertorio de canciones para interpretarlas en vivo durante sus dos conciertos en Hawái, uno de los cuales fue transmitido vía satélite al mundo, con una audiencia estimada en 1.5 billones de personas y con récords absolutos de audiencia en varios países. 
Fever formó parte de diversos compilados a lo largo de los años, entre ellos From: From Nashville To Memphis – The Essential 60’s Masters o en el mencionado álbum en vivo Aloha from Hawaii.
Ver Aloha from Hawaii vía satélite.

## En la cultura popular
En 1976, Rita Moreno interpretó una versión del tema en El show de los Teleñecos acompañado por "Animal" en la batería, que la distrajo repetida y cómicamente con un estilo de batería más agresivo que el que la canción requería, lo que causó que Moreno usara dos platillos para aplastar la cabeza de "Animal" y detener su salvaje interpretación. Erik Adams lo consideró en The A.V. Club como uno de los mejores momentos de la serie, y lo calificó como un "clásico del género" recordado por varias generaciones.
Durante el episodio titulado Marge Simpson in: "Screaming Yellow Honkers", perteneciente a la décima temporada de la serie de animación Los Simpson, el personaje de Edna Krabappel interpreta "Fever". La versión de La Lupe aparece en el episodio titulado "Angels Of Death" perteneciente a la segunda temporada de la serie de televisión Magic City.
La canción cita a personajes clásicos de la lieratura como Romeo y Julieta así como a los históricos Capitán John Smith y Pocahontas.